# آرنه بيدرسن
آرنه بيدرسن (بالنرويجية البوكمول: Arne Pedersen)‏ (1 نوفمبر 1931 في النرويج - 16 نوفمبر 2013 في النرويج) هو مدرب كرة قدم ولاعب كرة قدم نرويجي في مركز الهجوم. شارك مع منتخب النرويج لكرة القدم. أما مع النوادي، فقد لعب مع نادي فريدريكستاد.

## وصلات خارجية
- آرنه بيدرسن على موقع اتحاد النرويج (النرويجية)
- آرنه بيدرسن على موقع قاعدة بيانات كرة القدم.إي يو (الإنجليزية)
- آرنه بيدرسن على موقع ناشيونال فوتبول تيمز (الإنجليزية)